# Randy Crawford
Randy Crawford, all'anagrafe Veronica Crawford (Macon, 18 febbraio 1952), è una cantante statunitense.

## Biografia
Iniziò la sua carriera cantando nei club, da Cincinnati a Saint-Tropez, ma diventò famosa nella metà degli anni settanta a New York, dove ebbe occasione di cantare con jazzisti come George Benson e Cannonball Adderley. Nel frattempo frequentò anche artisti come Bootsy Collins, Johnny Bristol, Quincy Jones, Al Jarreau e altri.
Nel 1978 interpreta magistralmente il pezzo Hoping Love Will Last nell'album Please Don't Touch di Steve Hackett (Genesis).
Si fece quindi notare con il successo internazionale Street Life (1979), cantato insieme al gruppo funky-fusion The Crusaders. Questa canzone rimase venti settimane al top della classifica delle canzoni jazz degli Stati Uniti. Tra i suoi lavori da solista si annoverano One Day I'll Fly Away (1980); You Might Need Somebody (1981); e Rainy Night in Georgia (1981). Tutti e tre questi pezzi divennero standard della musica soul. L'album Secret Combination (1981) restò al top della classifica di Billboard per 60 settimane, dopodiché la sua carriera subì una battuta d'arresto, nonostante un ritorno nella top ten con Almaz nel 1986.
Nei primi anni novanta collabora anche con artisti italiani: con Grazia Di Michele, con la quale duetterà a Sanremo nel brano Se io fossi un uomo (la versione inglese si intitolerà If I Were in Your Shoes); con Zucchero nel 1992, con la versione inglese di Diamante; e nel 1994 con Enzo Avitabile, nel brano Leave me or love me. Il suo album Through the Eyes of Love, del 1992, inoltre contiene It's Raining, una cover del brano Quanno Chiove, di Pino Daniele.
Naked And True (1995) riportò Randy Crawford alle sue radici: fra i pezzi troviamo Give Me The Night, di George Benson, e all'album partecipano il Funkadelic Bootsy Collins, Bernie Worrell e la band di fiati di Fred Wesley. In seguito ebbe un ritorno di polarità, per quanto involontariamente: il suo successo con i Crusaders Street Life venne a fare parte della colonna sonora del film Jackie Brown di Quentin Tarantino, e la cantante Shola Ama eseguì con notevole successo la sua ballad You Might Need Somebody. 
Nel 2006 registrò un album in duo con il pianista Joe Sample, Feeling Good, con il quale intraprese una serie di concerti.

## Discografia

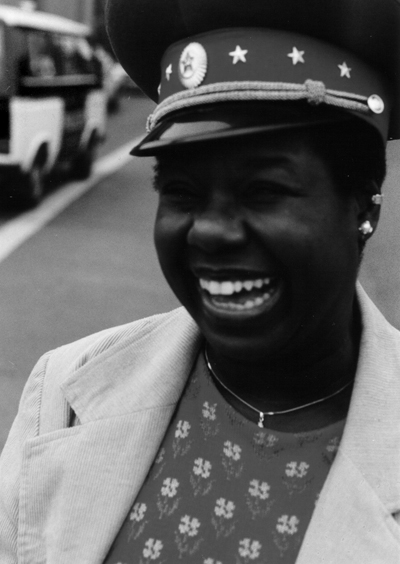
Randy Crawford fotografata da Stuart Mentiply

### Album in studio
- 1976 - Everything Must Change
- 1977 - Miss Randy Crawford
- 1979 - Raw Silk
- 1980 - Now We May Begin
- 1981 - Secret Combination
- 1982 - Windsong
- 1983 - Nightline
- 1986 - Abstract Emotions
- 1989 - Rich and Poor
- 1992 - Through the Eyes of Love
- 1993 - Don't Say It's Over
- 1995 - Naked and True
- 1997 - Every Kind of Mood: Randy, Randi, Randee
- 2000 - Play Mode
- 2006 - Feeling Good (con Joe Sample)
- 2008 - No Regrets (con Joe Sample)

### Compilation
- 1984 - Greatest Hits
- 1987 - Love Songs
- 1993 - The Very Best of Randy Crawford
- 1996 - Best of Randy Crawford
- 2000 - Best of Randy Crawford and Friends
- 2000 - Love Songs: The Very Best of Randy Crawford
- 2002 - Hits
- 2005 - The Ultimate Collection
- 2006 - Pop-Jazz Volume One

### Colonne sonore
- 1980 - The Competition
- 1981 - Sharky's Machine
- 1986 - Wildcats
- 1997 - Jackie Brown

## Premi
- 1982 BRIT Awards - Miglior artista solista femminile (unica artista non britannica ad essersi aggiudicata il riconoscimento)